# Roullée
Roullée ist eine Commune déléguée in der französischen Gemeinde Villeneuve-en-Perseigne mit 242 Einwohnern (Stand: 1. Januar 2022) im Département Sarthe in der Region Pays de la Loire. Die Einwohner werden Roulléens genannt.
Zum 1. Januar 2015 wurde Roullée mit den Gemeinden Lignières-la-Carelle, Saint-Rigomer-des-Bois, Montigny, Chassé und La Fresnaye-sur-Chédouet zur neuen Gemeinde (Commune nouvelle) Villeneuve-en-Perseigne zusammengelegt. Die Gemeinde gehörte zum Arrondissement Mamers und zum Kanton Mamers.

## Geographie
Roullée liegt etwa 48 Kilometer nördlich von Le Mans und etwa 16 Kilometer ostnordöstlich von Alençon. Im Nordosten verläuft die Sarthe.

## Bevölkerungsentwicklung
| Jahr                       | 1962 | 1968 | 1975 | 1982 | 1990 | 1999 | 2006 | 2012 |
| Einwohner                  | 287  | 280  | 236  | 234  | 198  | 220  | 255  | 241  |
| Quellen: Cassini und INSEE |      |      |      |      |      |      |      |      |

## Sehenswürdigkeiten
- Kirche La Trinité aus dem 11./12. Jahrhundert
- Herrenhaus La Garenne aus dem 15. Jahrhundert
- Herrenhaus La Loge aus dem 15. Jahrhundert

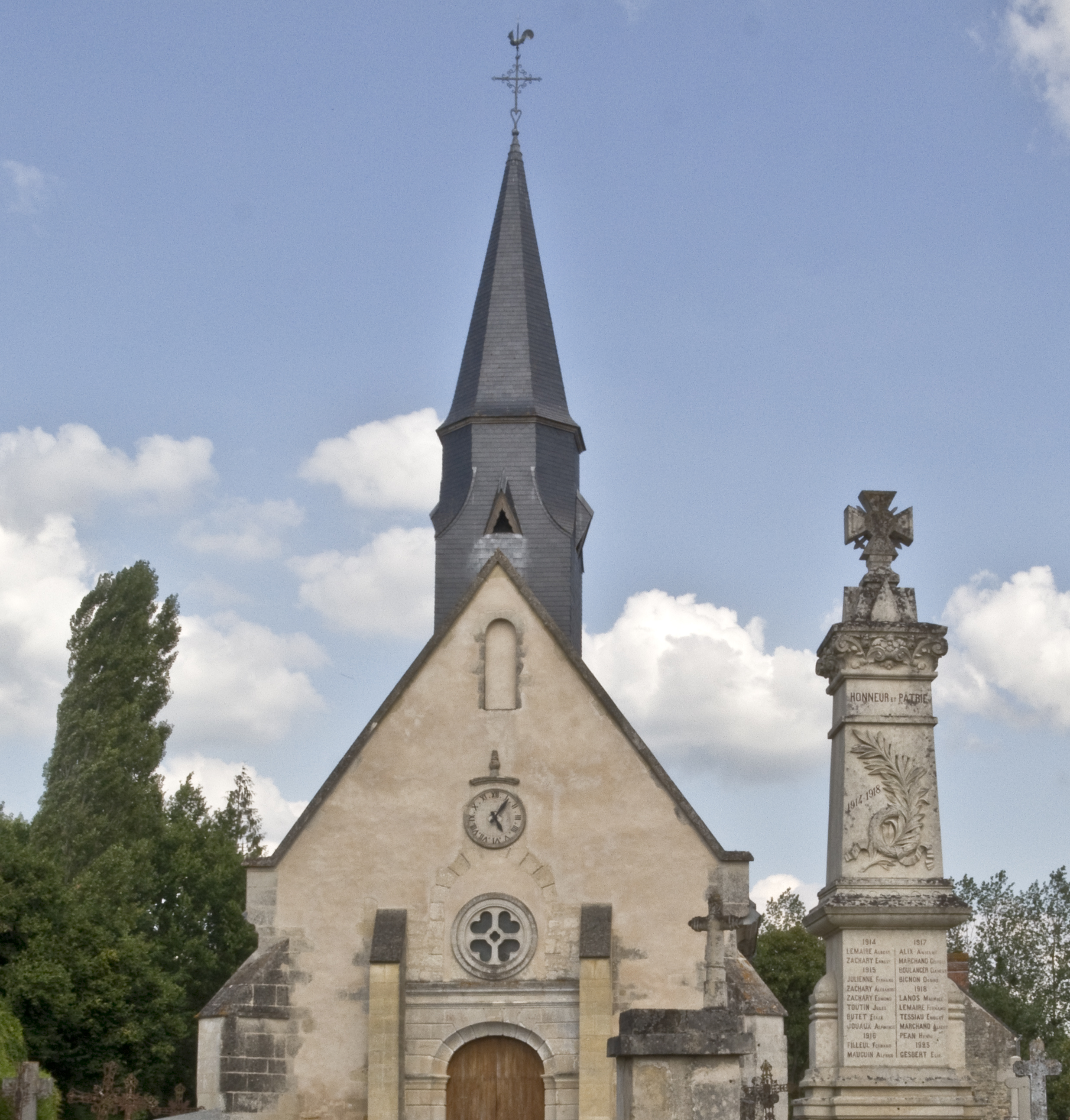
Kirche La Trinité